# Johann Baptist Cysat

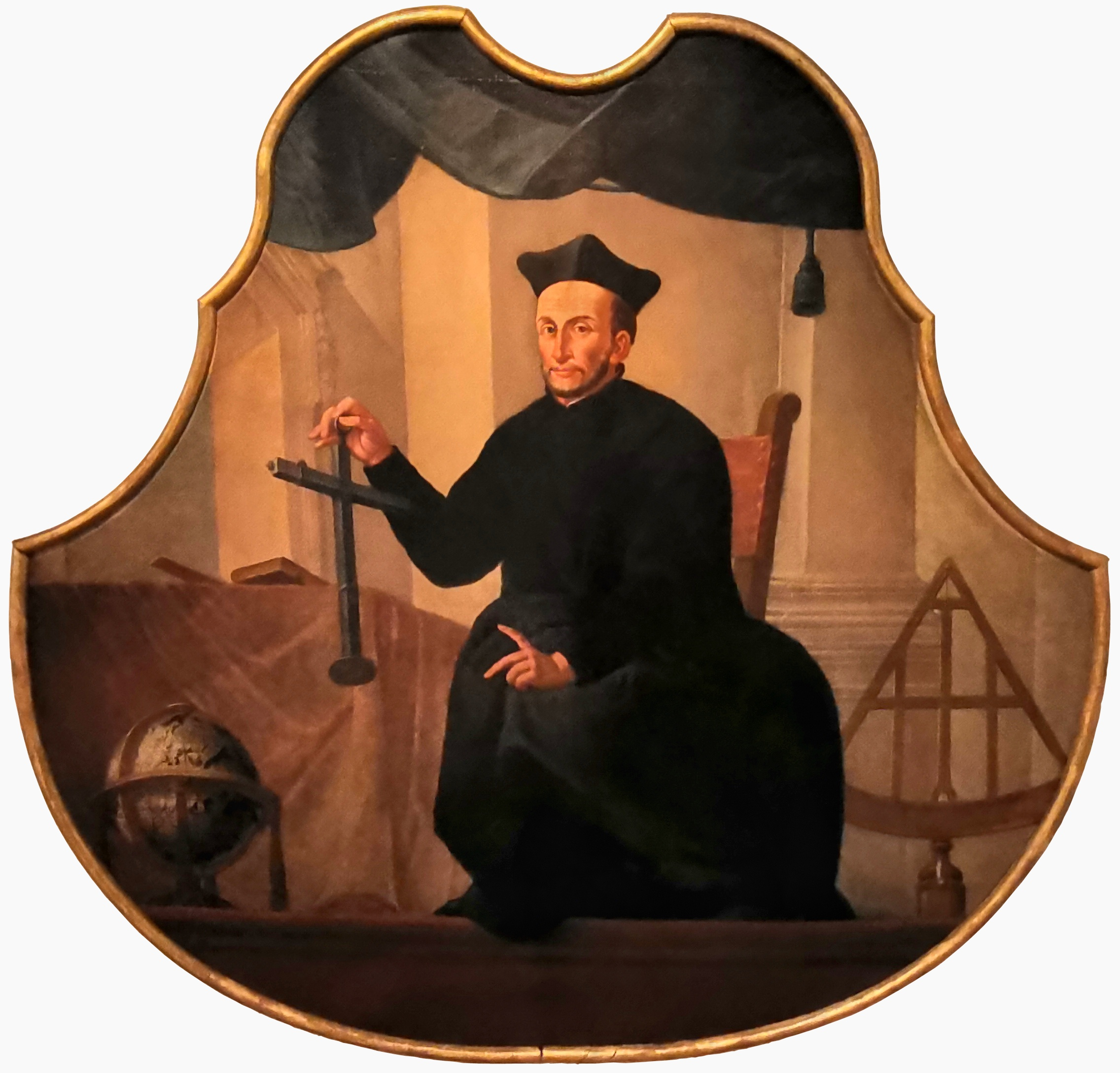
Johann Baptist Cysat (um 1724)

Johann Baptist Cysat (latinisiert Johannes Baptista Cysatus; * 1586 oder 12. März 1587 in Luzern; † 3. März 1657 ebenda) war ein Schweizer Mathematiker und Astronom.
Johann Baptist Cysat entdeckte 1619 neue, physikalisch zusammengehörige Doppelsternsysteme.

## Leben
Cysat wurde als Sohn des Luzerner Stadtschreibers Renward Cysat geboren. Er trat 1604 dem Orden der Jesuiten bei. An der Universität Ingolstadt studierte er bei Christoph Scheiner Mathematik und Astronomie. Er wurde zunächst dessen Mitarbeiter und folgte ihm 1618 als Professor für Mathematik nach. 1622 verliess er Ingolstadt und kehrte in seine Heimat zurück. Von 1624 bis 1627 war er Rektor des Jesuitenkollegiums Luzern. Nachdem er zwischenzeitlich in Spanien gelebt hatte, wurde er 1637 Rektor der Universität Innsbruck und 1646 Rektor des Collegium Willibaldinum in Eichstätt. Schliesslich übernahm er wieder das Rektorat am Kollegium seiner Geburtsstadt Luzern.
Johann Baptist Cysat stellte Teleskope her und beobachtete den Kometen von 1618. Er war einer der ersten, der die Sonnenflecken und den Orionnebel beschrieb. Der Astronom Giovanni Riccioli benannte nach ihm den Mondkrater Cysatus.